# Сокольский, Игорь Александрович

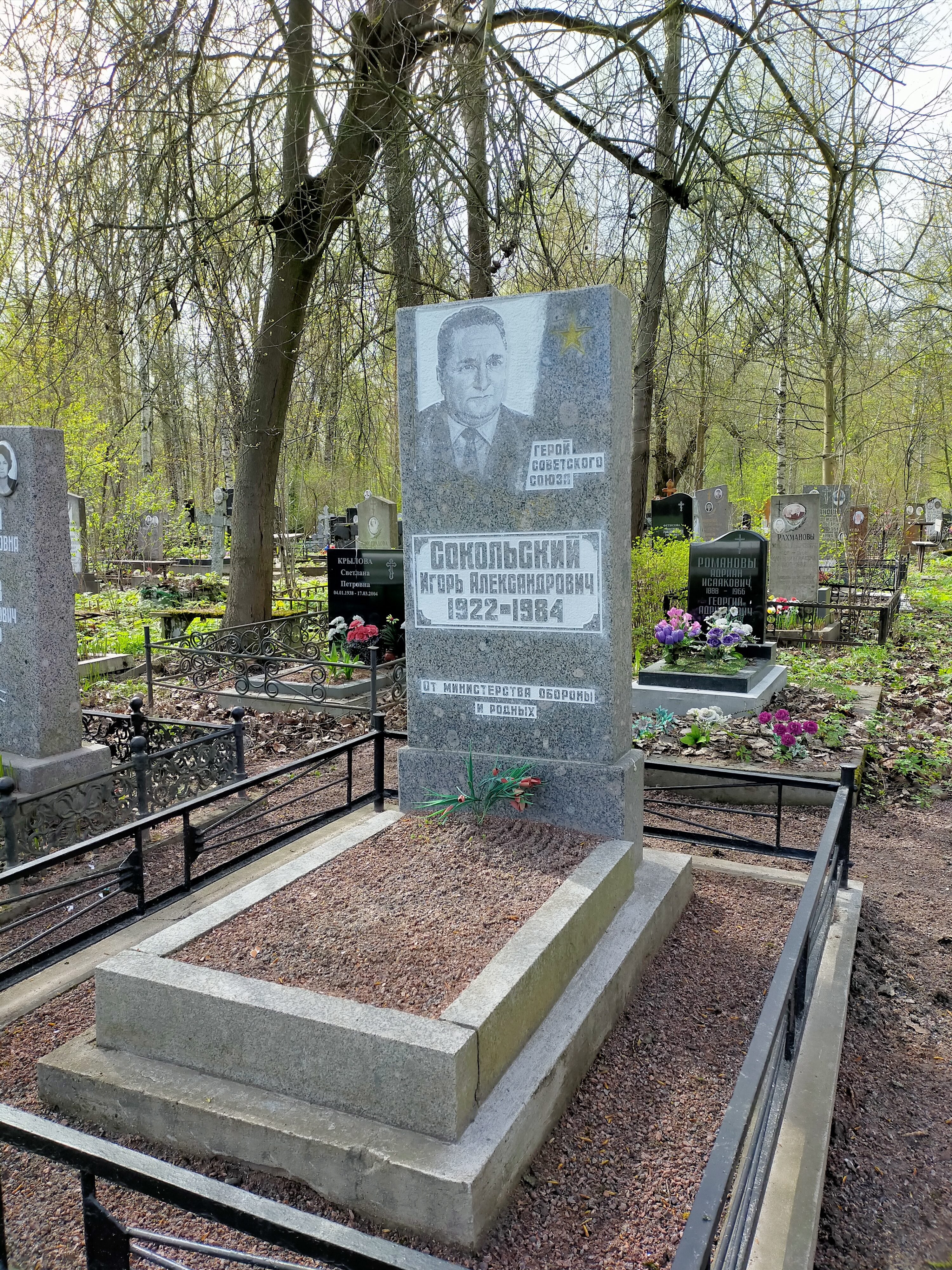
Могила И. А. Сокольского на кладбище Памяти жертв 9-го января

Игорь Александрович Сокольский (1922—1984) — подполковник Советской Армии, участник Великой Отечественной войны, Герой Советского Союза (1945).

## Биография
Игорь Сокольский родился 2 апреля 1922 года в Петрограде. В 1942 году он окончил три курса Ленинградского института инженеров водного транспорта. В марте того же года Сокольский был призван на службу в Рабоче-крестьянскую Красную Армию и направлен на фронт Великой Отечественной войны. В 1944 году он окончил курсы политсостава.
К февралю 1945 года лейтенант Игорь Сокольский был комсоргом батальона 1067-го стрелкового полка 311-й стрелковой дивизии 61-й армии 1-го Прибалтийского фронта. Отличился во время освобождения Польши. 1 февраля 1945 года Сокольский участвовал в боях под городом Шнайдемюль (ныне — Пила). В критический момент он заменил собой выбывшего из строя командира роты и возглавил отражение трёх немецких контратак, сам был контужен, но продолжал сражаться. 2 февраля 1945 года вместе с группой бойцов Сокольский оказался во вражеском окружении и двенадцать часов, закрепившись в здании, отражал немецкие контратаки.
Указом Президиума Верховного Совета СССР от 27 февраля 1945 года лейтенант Игорь Сокольский был удостоен высокого звания Героя Советского Союза с вручением ордена Ленина и медали «Золотая Звезда».
В 1947 году в звании подполковника Сокольский был уволен в запас. Вернулся в родной город, работал в газете «Вечерний Ленинград».
Скончался 29 сентября 1984 года, похоронен на кладбище Памяти жертв 9-го января в Санкт-Петербурге.
Был также награждён орденом Красного Знамени и рядом медалей.